# José Emilio Cervera Cardona
José Emilio Cervera Cardona (ur. 17 marca 1949 w Massamagrell) – hiszpański polityk, samorządowiec i menedżer, od 1987 do 1989 poseł do Parlamentu Europejskiego II kadencji.

## Życiorys
W 1973 został absolwentem ekonomii na Uniwersytecie w Walencji, ukończył też studia typu MBA w EADA Business School w Barcelonie.
Zaangażował się w działalność polityczną w ramach Centrum Demokratycznego i Społecznego, następnie przeszedł do Partii Ludowej. W lipcu 1987 wybrano go na posła do Parlamentu Europejskiego z listy CDS. Od września do listopada 1987 należał do technicznej frakcji niezrzeszonych, w pozostałych okresach nie był członkiem żadnej grupy. Został członkiem m.in. Komisji ds. Rolnictwa, Rybołówstwa i Rozwoju Wsi oraz Delegacji ds. stosunków z państwami Maszreku.
Od 1989 do 1995 był partnerem w firmie konsultingowej Accenture, następnie został członkiem Generalitat Valenciana, lokalnej władzy regionu autonomicznego. W latach 1995–1999 był podsekretarzem stanu odpowiedzialnym za modernizację administracji publicznej, a od lipca 1999 do maja – 2000 ministrem zdrowia (odszedł po ujawnieniu konfliktu interesów związanego z pracą członków jego rodziny). Później związał się z organizacją Equal Acces oraz kasą oszczędnościową Caixa d'Estalvis del Mediterrani.